# Internazionali d'Italia
Gli Internazionali d'Italia sono il più importante torneo tennistico italiano in campo maschile e femminile. Fanno parte del circuito ATP Tour Masters 1000 e del circuito WTA 1000.
Si disputano principalmente nel mese di maggio di ogni anno, sui campi romani del Foro Italico. Dal 2011 i tornei maschile e femminile si svolgono contemporaneamente.

## Storia
Per le sue prime cinque edizioni il torneo aveva la sua sede al Tennis Club Milano. Nel 1935 il torneo maschile si disputò a Roma. Dall'anno seguente e fino al 1949 il torneo fu sospeso. Successivamente si tenne sempre al Foro Italico con l'eccezione dell'edizione 1961, quando fu spostato al Circolo della Stampa di Torino per il centenario dell'Unità d'Italia. Divenne un torneo professionistico dall'edizione del 1969. A partire dall'edizione del 2002 il nome ufficiale del torneo, per motivi di sponsorizzazione, è Internazionali BNL d'Italia. Dal 2016 al 2018 è stato votato come miglior torneo femminile di categoria Premier 5. L'edizione del 2020 inizialmente cancellata a causa della pandemia di COVID-19, venne in seguito posticipata al mese di settembre.

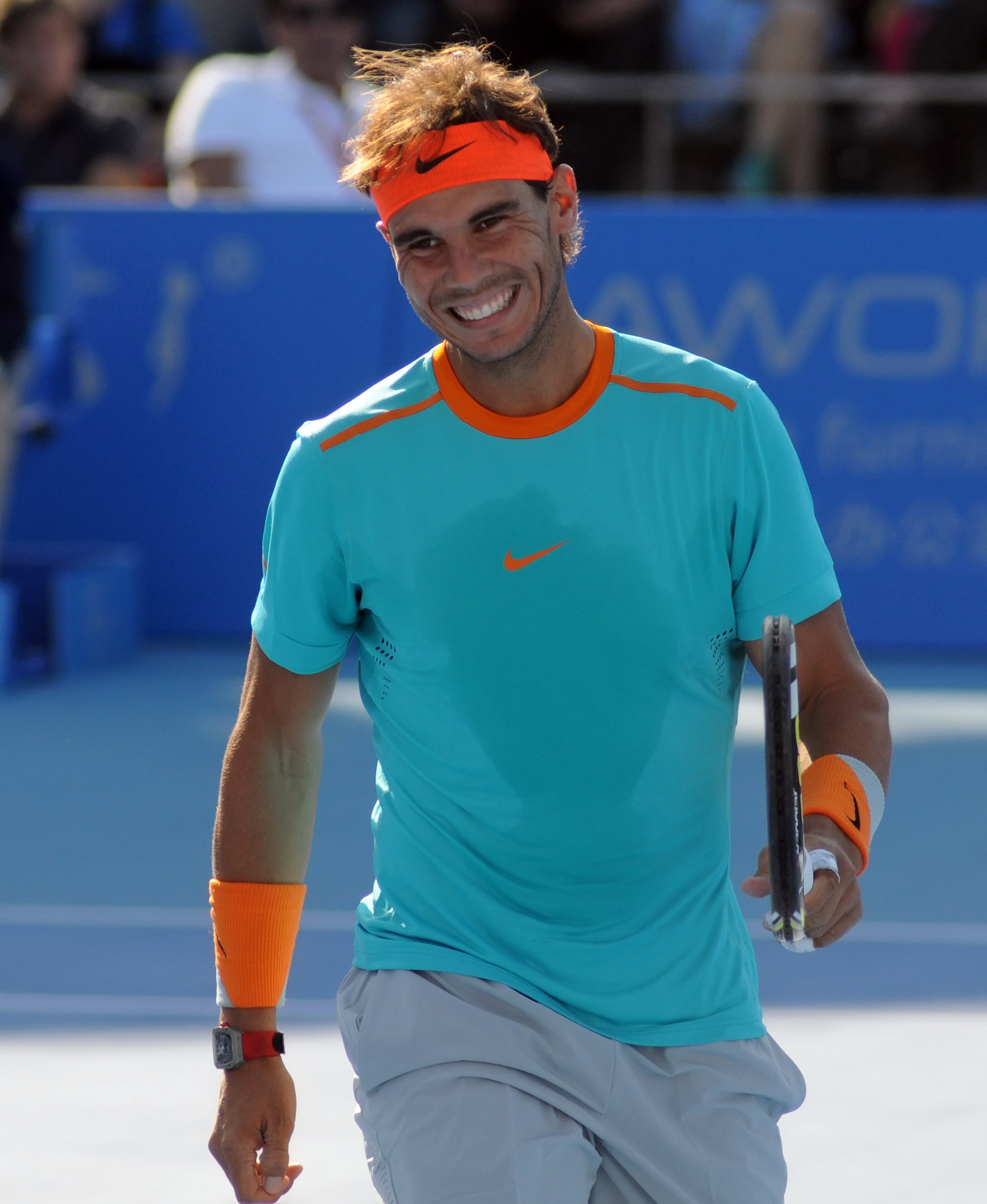
Lo spagnolo Rafael Nadal, recordman di vittorie a Roma con dieci trionfi tra gli anni 2000 e 2021.

Nel 1955 nella finale tutta italiana tra Fausto Gardini e Giuseppe Merlo, è il primo a trionfare, approfittando del ritiro dell'avversario sul punteggio di 1–6, 6–1, 3–6, 6–6. Nel 1956 vince nuovamente Lew Hoad. Nel 1957 si registra un'altra finale italiana, con Nicola Pietrangeli vittorioso su Giuseppe Merlo. Pietrangeli perderà la finale l'anno successivo contro l'australiano Mervyn Rose, che vince per 5–7, 8–6, 6–4, 1–6, 6–2. Nel 1959 vince Luis Ayala e l'anno successivo Barry MacKay prima del ritorno alla vittoria di Pietrangeli nel 1961. Nel 1962 trionfa Rod Laver che in quell'anno completerà anche il Grande Slam. L'anno successivo vince il connazionale Marty Mulligan che batte in finale lo jugoslavo Boro Jovanović per 6–2, 4–6, 6–3, 8–6. Mulligan rivincerà nel 1965 e nel 1967. Nel 1968 a trionfare è l'olandese Tom Okker che in finale ha la meglio sul sudafricano Bob Hewitt. John Newcombe vincerà l'anno successivo ai danni del connazionale Tony Roche. Tra il 1970 e il 1972 tra i vincitori si succedono rispettivamente, Ilie Năstase, Rod Laver e Manuel Orantes, sconfiggendo in finale sempre Jan Kodeš.
Gli anni novanta sono caratterizzati dalla vittoria di specialisti della terra rossa come Thomas Muster, Jim Courier, Àlex Corretja, Marcelo Ríos e Gustavo Kuerten. L'unica eccezione è la vittoria, nel 1994, da parte dello specialista delle superfici veloci, Pete Sampras, vittorioso su un altro "attaccante", Boris Becker. Il campione del 2000 è Magnus Norman. A succedergli è Juan Carlos Ferrero, seguito da Andre Agassi, prima del dominio degli spagnoli. Nell'edizione 2003 vince Félix Mantilla e, in quella successiva, Carlos Moyá. Nel 2005 inizia il dominio del maiorchino Rafael Nadal che, dal 2005 al 2014, perde soltanto nel 2008, 2011 e 2014, quando a vincere è sempre il serbo Novak Đoković. Nadal ottiene il suo primo titolo battendo in finale Guillermo Coria nel 2005. La partita (la più lunga della storia del torneo) si conclude al tie-break del quinto set, così come la finale del 2006, contro il rivale Roger Federer, battuto al quinto set, con due match-point salvati. Ðokovic vince i suoi quattro titoli battendo, nel 2008, Stan Wawrinka, Nadal, nel 2011 e nel 2014 e, nel 2015, Roger Federer. Il serbo raggiunge la finale anche nel 2016 e nel 2017 ma viene sconfitto rispettivamente, da Andy Murray e Alexander Zverev. Nel 2018 e 2019 Nadal vince il suo ottavo e nono titolo (record), battendo rispettivamente, il tedesco Zverev per 6–1, 1–6, 6–3 e il serbo Đoković con il punteggio di 6–0, 4–6, 6–1. Dal 2007 la finale si disputa al meglio dei tre set.

## Torneo femminile

La statunitense Chris Evert, primatista femminile di successi agli Internazionali con cinque affermazioni tra il 1974 e il 1982.

Tra le donne la prima giocatrice a vincere gli Internazionali d'Italia è la spagnola Lilí de Álvarez che nel 1930 batte in finale Lucia Valerio per 3–6, 8–6, 6–0 aggiudicandosi il primo titolo. La Valerio si prende la rivincita l'anno successivo quando è lei a vincere sull'americana Dorothy Andrus. Nel 1932 è la volta della francese Ida Adamoff che trionfa nel torneo grazie alla vittoria sulla Valerio per 6–4, 7–5. L'anno successivo trionfa in Italia la campionessa americana Elizabeth Ryan. Nelle ultime due edizioni prima dell'interruzione a vincere sono: Helen Jacobs e Hilde Krahwinkel-Sperling sempre su Lucia Valerio. Così come per gli uomini, non viene disputato alcun torneo dal 1936 al 1949.
Dopo questa lunga sosta nel 1950 trionfa Annelies Ullstein-Bossi che batte in finale la britannica Joan Curry per 6–4, 6–4. La campionessa americana Doris Hart conquista il trofeo nelle edizioni del 1951 e del 1953. Nel 1954 a Roma trionfa Maureen Connolly, la sfortunata campionessa americana che completerà il Grande Slam ma che si ritirerà a causa di una caduta da cavallo a 20 anni. La britannica Patricia Ward si prende il titolo del 1955 a scapito di Erika Vollmer. L'anno successivo è l'anno dell'afro-americana Althea Gibson che sconfigge in finale Zsuzsa Körmöczy per 6–3, 7–5. A succedere all'americana è la britannica Shirley Bloomer. La brasiliana Maria Bueno ottiene la sua prima vittoria nel 1958 battendo nell'atto conclusivo Lorraine Coghlan per 3–6, 6–3, 6–3. La Bueno rivincerà il titolo anche nell'edizione 1961. Dal 1961 al 1963 si ha il dominio di Margaret Smith che vince per tre volte consecutive il torneo sconfiggendo in finale due volte Lesley Turner e nell'altra la Bueno. Questa si riprenderà il trofeo per l'ultima volta del 1965. L'anno successivo a vincere è Ann Haydon-Jones che sconfigge in finale la sudafricana Annette Van Zyl per 8–6, 6–1. Lesley Turner si prende la sua rivincita dopo le due sconfitte in finale e si aggiudica le edizioni del 1967 e 1968. Il 1969 è l'anno della statunitense Julie Heldman che sconfigge in finale Kerry Melville. La Heldman perde l'anno successivo contro Billie Jean King alla sua prima affermazione agli Internazionali. Nel 1971 a vincere è la britannica Virginia Wade che nell'atto conclusivo ha la meglio su Helga Niessen-Masthoff. Nel 1973 arriva in finale la statunitense Chris Evert che viene battuta dall'australiana Evonne Goolagong. La Evert si prenderà la sua rivincita l'anno successivo vincendo contro la cecoslovacca Martina Navrátilová e ottenendo il titolo di singolare per cinque volte (1974, 1975, 1980, 1981, 1982) stabilendo un record. Nel 1987 vince sulla terra rossa degli Internazionali la campionessa tedesca Steffi Graf. Nel 1988 comincia il dominio di Gabriela Sabatini che conquista 4 titoli fino al 1992 perdendo solo quello del 1990 conquistato da Monica Seles.
Alla Sabatini succede la spagnola Conchita Martínez che ottiene 4 vittorie consecutive dal 1993 al 1996 stabilendo un altro record. Nel 1997 la Martinez perde in finale e consegna il trofeo a Mary Pierce. L'anno successivo è la giovane svizzera Martina Hingis a trionfare nel singolare femminile. Monica Seles, diventa ormai cittadina americana, ritorna a vincere l'anno successivo. Negli anni 2000, a differenza degli uomini, a vincere sono giocatrici specialiste delle superfici veloci come: Serena Williams, la francese Amélie Mauresmo (due volte), prima delle due vittorie di Jelena Janković (2007, 2008) e Dinara Safina (2009), specialiste della terra rossa. Nel 2010 vince la spagnola María José Martínez Sánchez che batte in finale la serba Jelena Janković per 7–6(6), 7–5 dopo avere eliminato entrambe le sorelle Williams giocando un tennis atipico fatto di molte palle smorzate e di serve and volley. Nell'edizione del 2011 ha conquistato il titolo Marija Šarapova, dopo aver eliminato Viktoryja Azaranka nei quarti di finale (4–6, 3–0 prima del ritiro della bielorussa), Caroline Wozniacki nelle semifinali (con il punteggio di 7–5, 6–3) e Samantha Stosur in finale, con il punteggio di 6–2, 6–4. La Šarapova è riuscita a difendere il titolo anche nel 2012 superando nella finale la cinese Li Na (dopo averle annullato anche un match-point). Dopo la russa fu Serena Williams a bissare una storica doppietta, battendo in finale la bielorussa Viktoryja Azaranka nel 2013 e l'italiana Sara Errani nel 2014. L'anno successivo è tornata al successo Maria Sharapova, battendo in finale la spagnola Carla Suárez Navarro. Nel 2016 è nuovamente la Williams a mettere le mani sul trofeo superando Madison Keys. Nel 2017 e 2018 vince il torneo l'ucraina Elina Svitolina superando in entrambe le occasioni Simona Halep. Nel 2019 la vittoria è andata a Karolína Plíšková, che ha battuto in finale Johanna Konta. Nel 2020 è invece Simona Halep ad alzare il trofeo, battendo in finale Karolína Plíšková. Nel 2021 il torneo è stato vinto da Iga Świątek.

## Impianti
La prima edizione del 1930 venne disputata a Milano presso il Tennis Club, oggi intitolato ad Alberto Bonacossa, nel quale furono giocate le prime cinque edizioni. Nel 1935 il torneo si spostò definitivamente a Roma, presso il Foro Mussolini inaugurato tre anni prima. Rinominato, dopo la seconda guerra mondiale, parco del Foro Italico, la struttura non ospitò l'intero torneo (maschile e femminile) solamente nel 1961, quando nell'ambito delle celebrazioni per il 1º centenario dell'Unità d'Italia si scelse di gareggiare allo Sporting Club di Torino, storica prima capitale d'Italia; il torneo femminile, invece, si è svolto lontano da Roma anche in altre due occasioni: nel 1984 allo Junior Tennis di Perugia e nel 1985 all'Italsider di Taranto.
Per l'edizione del 2025 l'impianto del Foro Italico ò stato ampliato passando da 12 a 20 ettari. All'interno dell'adiacente Stadio dei Marmi Pietro Mennea sono stati provvisoriamente allestiti la SuperTennis Arena, uno stadio con una capienza di 3.000 spettatori, e altri due campi da tennis che possono ospitare fino a 800 posti ciascuno. Sono stati inoltre aggiunti nuovi campi da gioco e di allenamento.
I campi da gioco sono diventati ventuno, tutti scoperti e con superficie in terra rossa, dei quali nove per gli incontri e dodici per gli allenamenti, quattro in più rispetto al 2024. I campi sono dislocati all'interno del Foro Italico, con la sola eccezione di due nuovi campi di allenamento posti nei pressi del Lungotevere della Vittoria, sulla sponda opposta del Tevere rispetto al complesso di proprietà di Sport e Salute.
| Impianto                                          | N. Court | Capacità | Utilizzo    | Periodo di utilizzo    | Tipologia impianto |
| ------------------------------------------------- | -------- | -------- | ----------- | ---------------------- | ------------------ |
| Stadio Centrale                                   | -        | 10 580   | Incontri    | 1996-2007; 2010-       | Permanente         |
| Grand Stand Arena                                 | -        | 6 550    | Incontri    | 2012-                  | Semipermanente     |
| Stadio Nicola Pietrangeli                         | -        | 3 720    | Incontri    | 1935; 1950-1960; 1962- | Permanente         |
| SuperTennis Arena allo Stadio dei Marmi           | -        | 3 000    | Incontri    | 2025-                  | Temporaneo         |
| Stadio dei Marmi                                  | 14-15    | 800      | Incontri    | 2025-                  | Temporaneo         |
| Circolo del Tennis del Foro Italico               | 1-2-3    | 6 000    | Incontri    | 1935; 1950-1960; 1962- | Permanente         |
| Circolo del Tennis del Foro Italico               | 4-5-6    | 6 000    | Allenamenti | 1935; 1950-1960; 1962- | Permanente         |
| Campi tra il Circolo del tennis e il Pietrangeli  | 7-8      | -        | Allenamenti | -                      | Permanente         |
| Campi tra lo Stadio Centrale e la Casa delle armi | 9-10-11  | -        | Allenamenti | -                      | Permanente         |
| Campi adiacenti allo Stadio Olimpico del nuoto    | 12-13    | -        | Allenamenti | -                      | Temporaneo         |
| Campi adiacenti al Lungotevere della Vittoria     | 16-17    | -        | Allenamenti | 2025-                  | Permanente         |

## Organizzatore
L'ente organizzatore del torneo è la Federazione Italiana Tennis e Padel (FITP o FIT), in precedenza chiamata Federazione Italiana Tennis e anche nota come Federtennis, che storicamente promuove e organizza il tennis in Italia. La federazione, titolare esclusiva dei diritti di sfruttamento economico e commerciale dell'evento, organizza il torneo con la collaborazione di Sport e salute S.p.A., azienda pubblica italiana proprietaria degli impianti, e di BNL, main sponsor.

## Formato
Il torneo si disputa in contemporanea per gli uomini e le donne, dal 2011, in un arco di tempo di dodici giorni (dal 2023), per quattro discipline: singolare maschile, singolare femminile, doppio maschile e doppio femminile. La superficie di gioco è, da sempre, la terra battuta e ogni incontro si gioca al meglio dei tre set in un tabellone a eliminazione diretta.
Sia nel tabellone del singolare maschile che in quello del singolare femminile prendono parte novantasei tennisti e in quelli di entrambi i doppi trentadue coppie. I migliori trentadue tennisti e otto coppie maschili del ranking ATP e le migliori trentadue tenniste e otto coppie femminili del ranking WTA accedono direttamente al secondo turno dei tabelloni. Tra i partecipanti ci sono anche atleti con wild card o "ranking protetto", nonché i vincitori dei tornei di qualificazione.

## Montepremi
All'edizione del 2024 il montepremi totale del torneo maschile ammontava alla cifra di 9 094 379 €, mentre quello totale del torneo femminile corrispondeva alla cifra di 5 509 771 €.
Per quanto riguarda i punti in classifica ATP e WTA, rispettivamente per i tornei singolari maschili e femminili, all'edizione del 2024 erano così distribuiti:
| Torneo              | W     | F   | SF  | QF  | R16 | R32 | R64 | R96 | Q  | Q3 | Q2 | Q1 |
| ------------------- | ----- | --- | --- | --- | --- | --- | --- | --- | -- | -- | -- | -- |
| Singolare maschile  | 1 000 | 650 | 400 | 200 | 100 | 50  | 30  | 10  | 20 | 0  | 10 | 0  |
| Singolare femminile | 1 000 | 650 | 390 | 215 | 120 | 65  | 35  | 10  | 40 | 30 | 20 | 2  |

## Albo d'oro
- Singolare maschile
- Singolare femminile
- Doppio maschile
- Doppio femminile
- Doppio misto

## Statistiche e record
Di seguito le statistiche e i record del torneo, aggiornati a dopo l'edizione del 2024.
| Record                               | Disciplina          | Tennista                                | Edizioni                                                   |
| ------------------------------------ | ------------------- | --------------------------------------- | ---------------------------------------------------------- |
| Maggior numero di titoli             | Singolare maschile  | Rafael Nadal (10)                       | 2005, 2006, 2007, 2009, 2010, 2012, 2013, 2018, 2019, 2021 |
| Maggior numero di titoli             | Singolare femminile | Chris Evert-Lloyd (5)                   | 1974, 1975, 1980, 1981, 1982                               |
| Maggior numero di titoli             | Doppio maschile     | Brian Gottfried Raúl Ramírez (4)        | 1974, 1975, 1976, 1977                                     |
| Maggior numero di titoli             | Doppio maschile     | Bob Bryan Mike Bryan (4)                | 2008, 2010, 2013, 2016                                     |
| Maggior numero di titoli             | Doppio femminile    | Mary Hawton Thelma Coyne Long (2)       | 1956, 1957                                                 |
| Maggior numero di titoli             | Doppio femminile    | Mary Joe Fernández Nataša Zvereva (2)   | 1994, 1995                                                 |
| Maggior numero di titoli             | Doppio femminile    | Virginia Ruano Pascual Paola Suárez (2) | 1998, 2002                                                 |
| Maggior numero di titoli             | Doppio femminile    | Hsieh Su-wei Peng Shuai (2)             | 2009, 2013                                                 |
| Maggior numero di titoli             | Doppio femminile    | Sara Errani Jasmine Paolini (2)         | 2024, 2025                                                 |
| Maggior numero di titoli             | Doppio misto        | Thelma Coyne Long Luis Ayala (2)        | 1956, 1957                                                 |
| Maggior numero di titoli consecutivi | Singolare maschile  | Rafael Nadal (3)                        | 2005, 2006, 2007                                           |
| Maggior numero di titoli consecutivi | Singolare femminile | Conchita Martínez (4)                   | 1993, 1994, 1995, 1996                                     |
| Maggior numero di titoli consecutivi | Doppio maschile     | Brian Gottfried Raúl Ramírez (4)        | 1974, 1975, 1976, 1977                                     |
| Maggior numero di titoli consecutivi | Doppio femminile    | Mary Joe Fernández Nataša Zvereva (2)   | 1994, 1995                                                 |
| Maggior numero di titoli consecutivi | Doppio femminile    | Mary Hawton Thelma Coyne Long (2)       | 1956, 1957                                                 |
| Maggior numero di titoli consecutivi | Doppio femminile    | Sara Errani Jasmine Paolini (2)         | 2024, 2025                                                 |
| Maggior numero di titoli consecutivi | Doppio misto        | Thelma Coyne Long Luis Ayala (2)        | 1956, 1957                                                 |